# Du kan ikke tage det med dig (film)
Du kan ikke tage det med dig er en amerikansk film fra 1938. Filmen er baseret på skuespillet af samme navn skrevet af George S. Kaufman og Moss Hart.

## Handling
Forretningsmanden Anthony P. Kirby forsøger at presse en konkurrent ud af markedet ved at opkøbe alle ejendomme i en kreds om konkurrentens fabrik. Hans sætter sin ejendomsansvarlige til at foretage opkøbet, men har et problem med en enkelt ejendom. Han forsøger at tilbyde en enorm sum, men får nej, og derpå går han i gang med trusler.
Kirbys søn, Tony, er forelsket i den unge kontoransatte i firmaet, Alice Sycamore. Da Tony frier til Alice, bliver hun bekymret for, om hendes familie med bedstefar Vanderhof som nestor er god nok til Kirby-familien. Hun er nemlig det eneste relativt normale medlem af familien, der tilfældigvis bor i den ejendom, som firmaet forgæves har forsøgt at opkøbe. For at finde ud af, om familien vil acceptere hende, inviterer hun Tonys forældre hjem til sin egen familie. Tony tager sine meget modvillige forældre med på et andet tidspunkt, end Alice havde inviteret, og familien Vanderhof er derfor ikke forberedt. Der møder nu Kirby-familien et sandt kaos, som bare gør dem endnu mere modstandere af et giftermål mellem de to unge. Inden de når at komme væk fra huset, bliver alle tilstedeværende imidlertid arresteret af politiet blandt andet på en formodning om illegal fremstilling af fyrværkeri.
I arresten fornærmer fru Kirby gentagne gange Alice og får hende til at føle sig uværdig til sin søn. Ved retsmødet forsøger dommeren at finde ud af, hvorfor familien Kirby var i huset, hvortil bedstefar Vanderhof forklarer, at det var for forhandle om salg af huset. Alice afslører den egentlige årsag til besøget, men afslører samtidig, at hun ikke vil giftes med Tony, fordi hans familie har behandlet hendes familie så dårligt. Dette bliver en mediesensation, og Alice flygter fra byen. 
Efter Alices rejse beslutter bedstefar Vanderhof at sælge huset til Kirby, hvilket vil medføre, at hele bydelen må rømmes for at give plads til en ny fabrik. Derpå fusionerer Kirbys selskaber, hvilket giver stor turbulens på aktiemarkedet. Kirbys konkurrent konfronterer Kirby og fortæller ham, hvor ubarmhjertig han er; kort efter dør konkurrenten. Det får Kirby til at indse, at bedstefar Vanderhof havde ret, da han under anholdelsen fortalte ham, at han ingen venner havde. Kirby besøger derpå Vanderhof-familien, mens de er ved at flytte ud af huset. Kirby forstår, at disse småkårsfolk, som han tidligere så ned på, faktisk er gode mennesker, og han slår sig løs, som han oplevede Vanderhof-familien gøre tidligere. Alice tager nu Tony tilbage, familien får lov til at blive, og filmen ender med forsoning mellem de to familier.